# Скакулино (станция)
Скакулино — станция в Селижаровском районе Тверской области. Относится к Селищенскому сельскому поселению. Находится на железнодорожной ветке Торжок - Соблаго, примерно в 7 километрах к западу от посёлка Селижарово, высота центра села над уровнем моря 201 м. Одна из немногих станций с действующей семафорной сигнализацией.

## История
Возникла в 1928 году в связи с постройкой железнодорожной ветки Селижарово - Соблаго. Названа в честь находящейся в полукилометре деревни Скакулино.